# 메이오디스쿠스과
메이오디스쿠스과(Meiodiscaceae)는 진정홍조강 팔손이풀목에 속하는 홍조류과의 하나이다. 2속 3종으로 이루어져 있다.

## 하위 속
- 메이오디스쿠스속 (Meiodiscus)
- 루브로인트루사속 (Rubrointrusa)